# Sinalizador

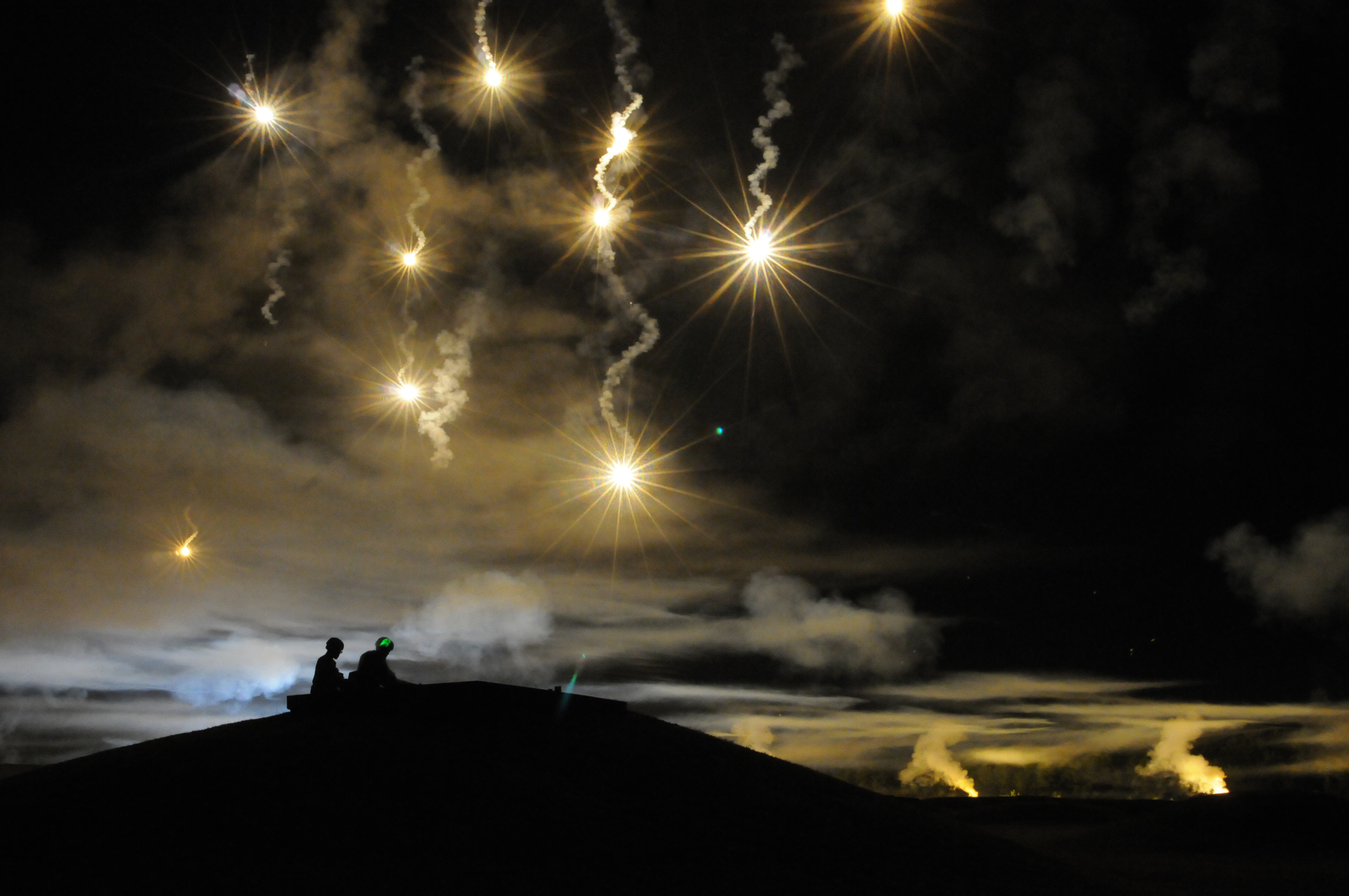
Sinalizadores de iluminação utilizados em treinamento militar do Exército dos Estados Unidos

O sinalizador é um artefato pirotécnico com efeito intenso de luz e calor, cujo objetivo pode ser chamar a atenção de outras pessoas, enviar mensagens, gerar iluminação e principalmente, servir como sinal de emergência. É considerado um instrumento de comunicação óptica, visto que o sinal luminoso gerado tem o objetivo de passar uma mensagem ou sinalizar algo.
Os sinalizadores são artigos obrigatórios em kits de salvatagem presentes em veículos como aviões e embarcações, também são itens muito utilizados por grupos que fazem atividades em mata fechada como trilha, camping ou outras atividades externas que exijam a necessidade de sinalização ou emissão de sinal de socorro em caso de emergência.
Algumas empresas como a Índios Pirotecnia e a Condor Não Letal produzem estes tipos de artefatos no Brasil.

## Química
Sinalizadores geralmente possuem algum tipo de composto pirotécnico utilizado para produzir o efeito de luz e/ou calor. Os ingredientes e produtos químicos mais utilizados para produção de sinalizadores e fachos de luz são o nitrato de estrôncio, nitrato de potássio e perclorato de potássio, podendo também incluir combustíveis como carvão, enxofre, serragem, alumínio, magnésio e algum tipo de resina. Corantes pirotécnicos também podem ser utilizados para produzir efeitos de cores e intensidades de luz variadas.
Em alguns países, o uso de percloratos na produção de sinalizadores passou a ser limitado ou proibido devido ao alto potencial poluente da substância.

## Uso civil

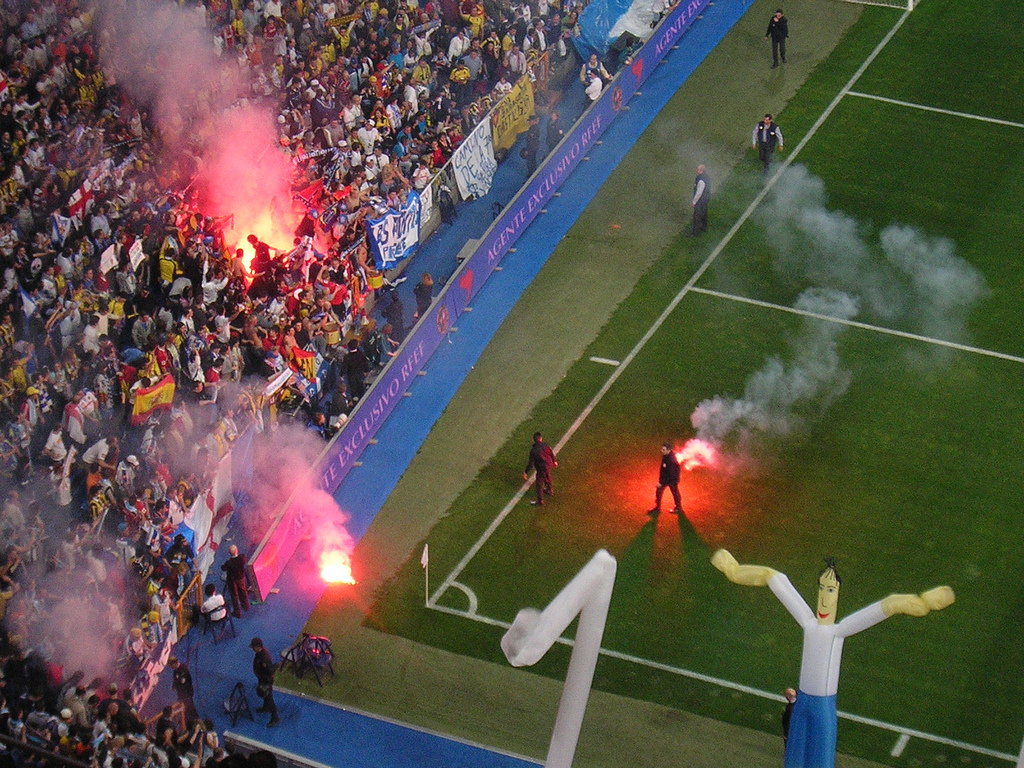
Sinalizadores são frequentemente utilizados em estádios de futebol como parte da comemoração das torcidas

O uso civil de sinalizadores se dá em atividades externas ou de transporte aéreo e marítimo. Aeronaves e embarcações costumam possuir sinalizadores pirotécnicos em seus kits de salvatagem e sobrevivência, apesar disto, o uso de sinalizadores não é exclusivo da comunidade náutica ou aérea, podendo ser utilizado por pessoas em acampamentos, trilhas ou expedições em locais de difícil acesso como uma maneira de sinalização de emergências ou comunicação com outros grupos.
Os tipos de sinalizadores de uso civil mais comuns são:
- Sinalizador aéreo (foguete): o mais comum, consiste em um foguete de tubo acionado por corda ou gatilho que dispara um sinalizador que pode chegar a 300 metros de altura.[5]
- Facho manual de luz: outro tipo bem comum, consiste em um sinalizador manual que solta faíscas e um facho de luz vermelha ou laranja intenso ao serem acionados, muito utilizado também por torcidas em estádios de futebol.[6]
- Fumígenos: bombas de fumaça que podem ser flutuantes, granadas ou sinalizadores manuais que ao serem acionados geram intensa fumaça em cor laranja.[7]
- Pós marcadores: pós para uso marítimo, geralmente em cor laranja, muito utilizados para demarcar e alterar a cor da água para sinalizar uma emergência.[8]

Em outros países como nos Estados Unidos ou Canadá, pistolas sinalizadoras também podem ser facilmente encontradas para venda em lojas de artigos de esportes ao ar livre ou artigos náuticos. Estas pistolas são de uso comum, chegando a ser utilizadas muitas vezes por civis devido ao preço reduzido e facilidade de se encontrar ou produzir cartuchos de sinalizador.

## Uso militar

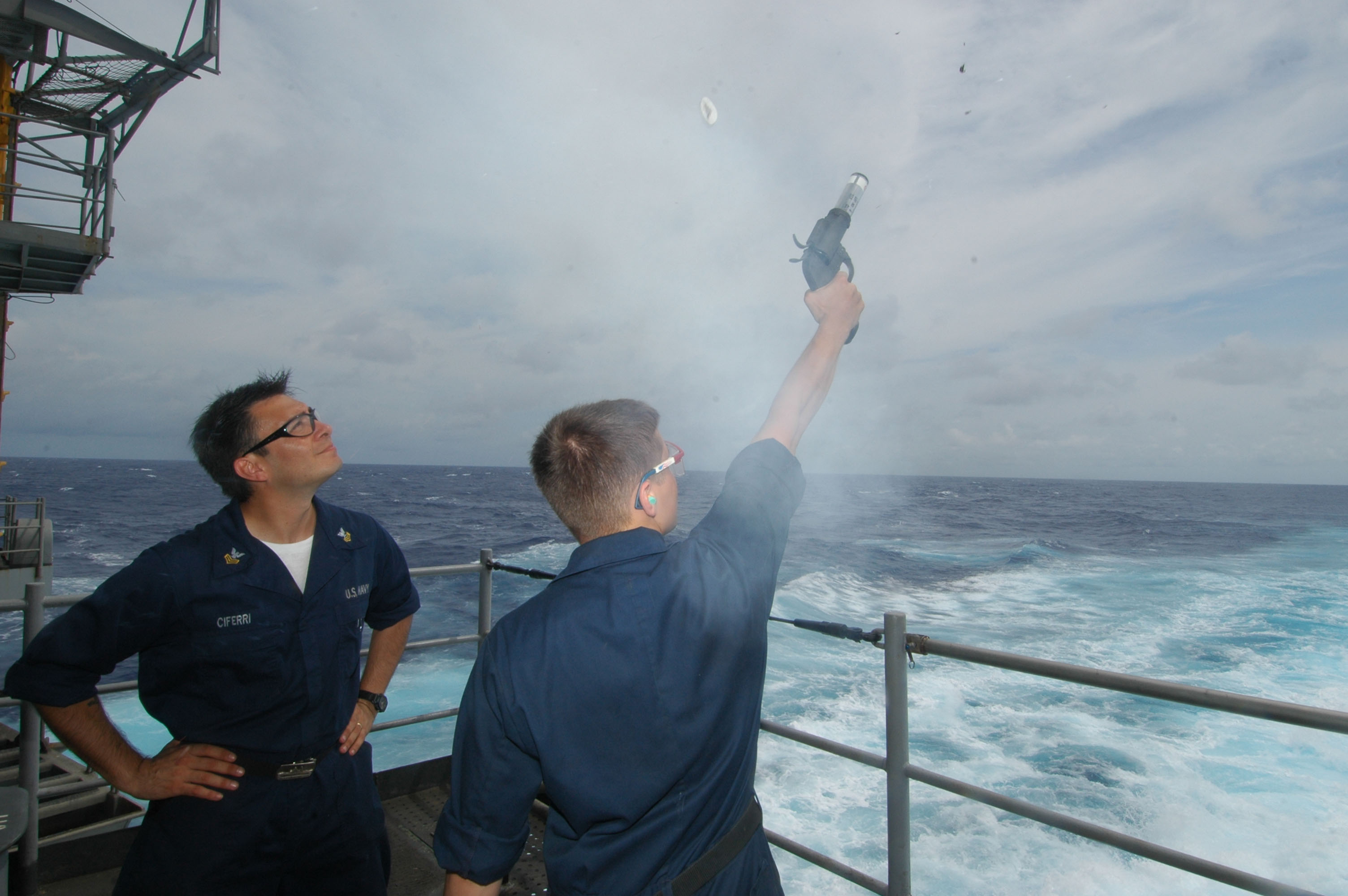
Oficial da Marinha dos Estados Unidos disparando um sinalizador marítimo durante treinamento a bordo do USS Kitty Hawk (CV-63)

### Sinalizadores marítimos
Em 1859, Martha Coston patenteou o sinalizador Coston baseada num projeto de seu falecido marido Benjamin Franklin Coston. Este tipo de sinalizador foi utilizado amplamente pela Marinha dos Estados Unidos durante a Guerra Civil Americana, também foi utilizada pela Guarda Costeira dos Estados Unidos para enviar sinais e mensagens para outras embarcações ou para a costa.

### Iluminação
Em 1922, os "sinalizadores de pouso" eram utilizados por aviões para pousarem no escuro. O sinalizador era preso em paraquedas e utilizado para iluminar áreas escuras para permitir o pouso de aviões. Este tipo de sinalizador queimava por cerca de 4 minutos e tinha um poder de iluminação de cerca de 40 mil lúmens.
Com o passar dos anos, novos sinalizadores de iluminação foram desenvolvidos, principalmente para iluminar áreas abertas, campos de batalha durante a noite e revelar a posição dos inimigos.

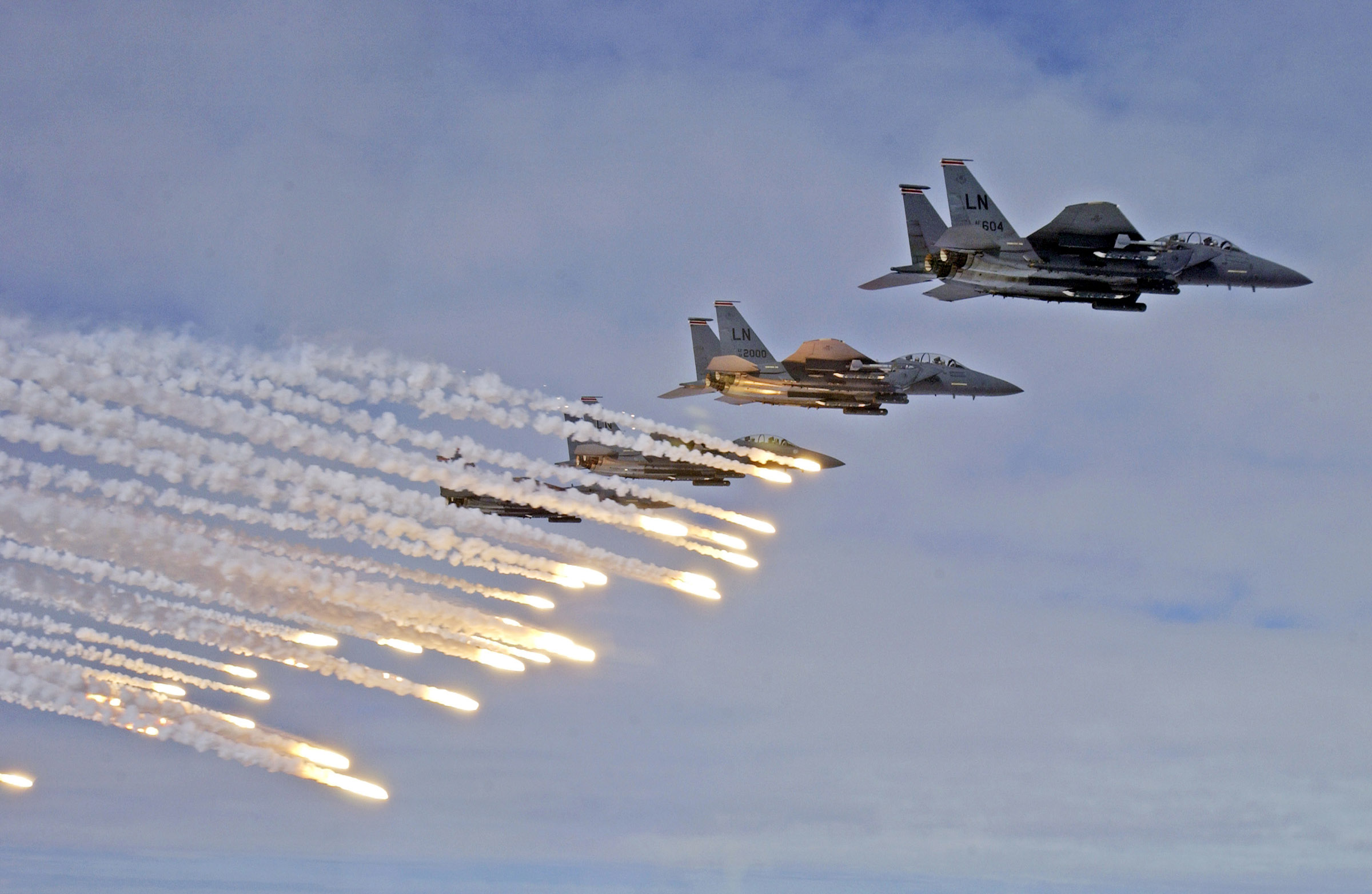
Caças F-15E disparando sinalizadores de contramedida

### Contramedida
Os sinalizadores despistadores de mísseis (também conhecidos como sinalizadores de contramedida) são instrumentos de defesa contra mísseis teleguiados. Geralmente são disparados individualmente ou sequencialmente pelo piloto da aeronave ou por sistemas automáticos instalados na traseira da aeronave, em sequência ao seu disparo, podem ser feitas manobras evasivas para retirar a aeronave da rota do míssil. Por serem desenvolvidos para despistar os sistemas de detecção dos mísseis, estes sinalizadores podem gerar fagulhas que queimam nas mais altas temperaturas, incandescendo no espectro visual também.

### Indicadores de invasão
Alguns sinalizadores podem ser montados em sistemas de armadilhas utilizadas por militares para entregarem a posição de invasores. Em alguns casos, esses sinalizadores são presos a cabos ou fios que ficam na altura dos pés, de maneira que um invasor possa tropeçar em um destes fios e acionar o sinalizador, fazendo com que este dispare e ilumine a área ou entregue sua localização.

## Regulamentação

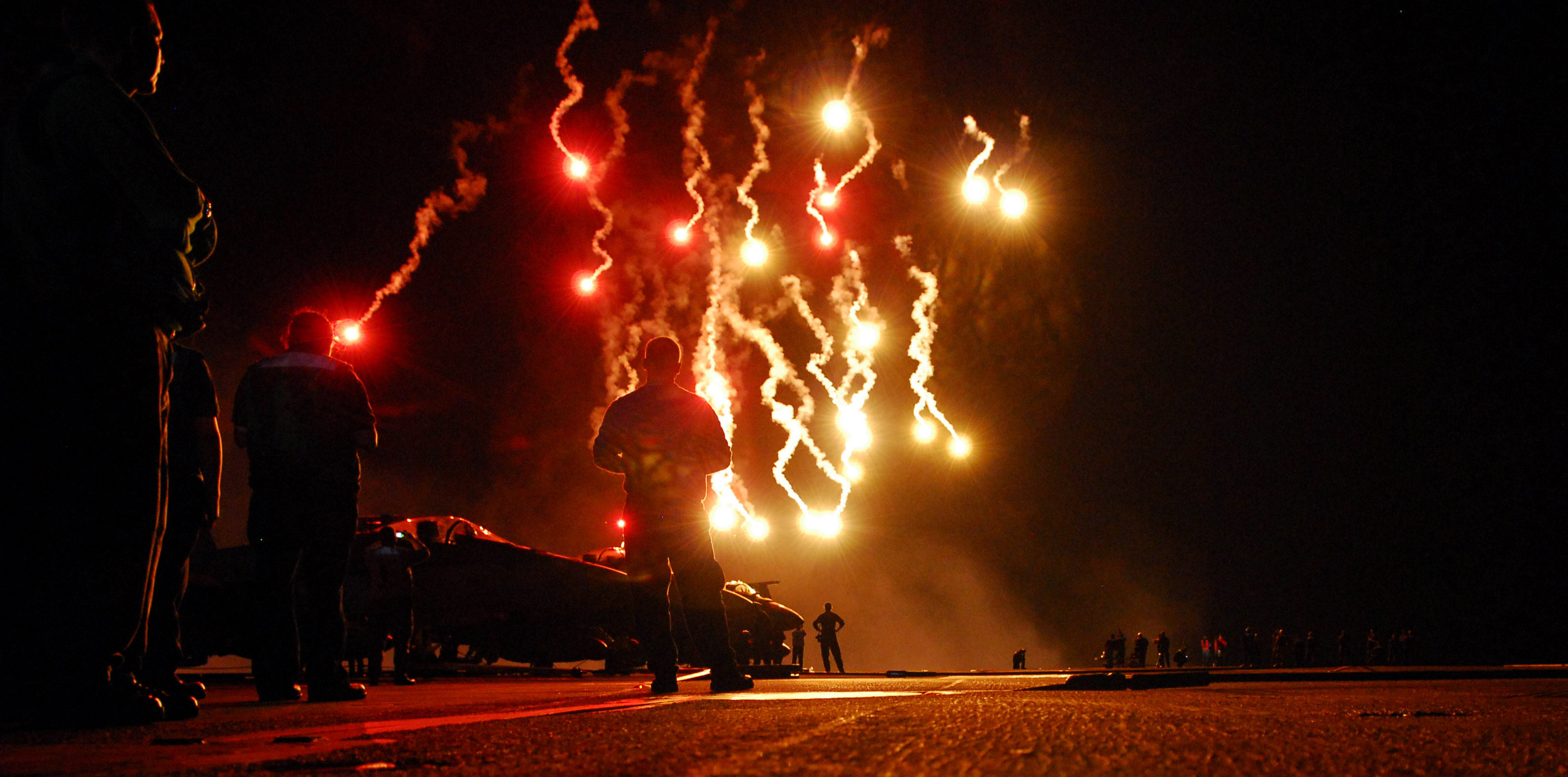
Sinalizadores variados disparados por fuzileiros navais dos Estados Unidos em comemoração ao 4 de julho

Os sinalizadores pirotécnicos são considerados artefatos de classe 1.4, segundo a Relação Numérica de Produtos Perigosos da Organização das Nações Unidas.
A Convenção Internacional para a Segurança da Vida no Mar (SOLAS) exige que sinalizadores de facho visual devem queimar por um período mínimo. No caso de sinalizadores de mão, sua queima deve durar no mínimo 1 minuto e sua luz deve gerar no mínimo 15 mil candelas de intensidade. Já no caso de sinalizadores aéreos (foguetes), a queima deve durar no mínimo 40 segundos e sua luz deve gerar no mínimo 30 mil candelas de intensidade. Ambos devem produzir uma luz intensa e brilhante de cor vermelha. Embarcações registradas em países membros da SOLAS devem possuir estes sinalizadores.
No Brasil, a venda de sinalizadores pirotécnicos é livre em comércios de artigos de caça, pesca, camping, munições e artigos náuticos, entretanto, pistolas sinalizadoras são proibidas no Brasil. Seu uso em embarcações é obrigatório para navegação interior (rios, canais, etc), oceânica (em faixa costeira ou em mar aberto) e para embarcações de lazer, esporte e recreio, regulamentados pelas normas da Marinha do Brasil NORMAM 1, 2 e 3.
Em Portugal, a regulamentação se dá pelo decreto-lei 303/90 que aprova o regime de fabrico, armazenagem, comércio e uso de artifícios pirotécnicos, luminosos ou fumígenos, destinados a sinalização. Sua venda só é permitida em estabelecimentos inspecionados e aprovados pela Inspecção de Explosivos, compradores devem possuir uma autorização concedida pela autoridade policial competente e seu uso só é permitido em situações que haja a necessidade de seu emprego.

## Segurança e uso
Por serem pirotécnicos que muitas vezes geram muito calor e luz, sinalizadores ardem em chamas incandescentes que podem causa sérias queimaduras ou incêndios em ambientes com materiais inflamáveis. O uso de sinalizadores deve obedecer regras de segurança similares as de utilização de fogos de artifício, como por exemplo:
- Sinalizadores devem ser sempre utilizados em ambientes externos e abertos.
- Sinalizadores aéreos devem ser apontados sempre para o céu para serem disparados.
- Nunca atire sinalizadores na direção de outras pessoas.
- Nunca armazene pirotécnicos em lugares quentes, úmidos ou molhados, isto pode prejudicar o seu funcionamento.
- Para chamar a atenção de algum veículo ou pessoa em caso de emergência, certifique-se que seu sinal será visível.
- Para sinalizadores aéreos, dispare-o para o alto de maneira que o sinal esteja no campo de visão de outras pessoas, aeronaves ou embarcações.
- Para sinalizadores manuais de facho de luz ou de fumaça, certifique-se que não haja obstáculos nos arredores que possam impedir a visualização dos sinais.

## Incidentes
- Em 1989, durante o jogo das eliminatórias da Copa de 1990 entre Brasil e Chile, no Maracanã, a torcedora Rosenery Mello disparou um sinalizador marítimo em direção ao campo, caindo próximo ao goleiro chileno Rojas. O goleiro se jogou ao chão sangrando, dando a entender que teria sido atingido pelo sinalizador, a torcedora chegou a ser detida pela polícia para dar explicações, porém, pouco após o incidente, foi comprovado que o sinalizador não teria atingido Rojas e o goleiro teria se cortado com uma lâmina de barbear que levava dentro de sua luva. Depois do episódio, Rosenery ficou conhecida no Brasil como "a fogueteira do Maracanã".[15]
- Em 2013, um incidente envolvendo um sinalizador durante um jogo entre Corinthians e San José na Copa Libertadores da América matou um garoto de 14 anos na cidade de Oruro, na Bolivia. Um torcedor corinthiano disparou o sinalizador em direção a torcida do time rival, atingindo o garoto Kevin Spada na cabeça e matando-o na hora.[16]
- Em 2020, um homem de 20 anos morador da cidade de Whitesboro, no estado de Nova York foi atingido por um tiro de pistola sinalizadora no rosto durante uma brincadeira, ficando ferido e causando um incêndio em sua casa.[17]